# يوسف بوقيس
يوسف بوقيس لاعب كرة قدم بحريني يلعب حاليا لصالح نادي الدرجة الأولى الحد البحريني في خط الدفاع.

## الإنجازات
- الدرجة الأولى (1): 2016
- كأس ملك البحرين (1): 2015